# حساسیت عاجی
حساسیت عاجی (به انگلیسی: Dentin hypersensitivity) به حساسیتی گفته می‌شود که دندان در هنگام استفاده از مواد یا خوراکی‌های سرد، داغ، اسیدی و ... درد می‌گیرد. بهترین مثال برای این حساسیت درد هنگام خوردن بستنی یخی می‌باشد که در صورت تماس با دندان، آن دندان به شدت درد می‌گیرد.

## دلیل

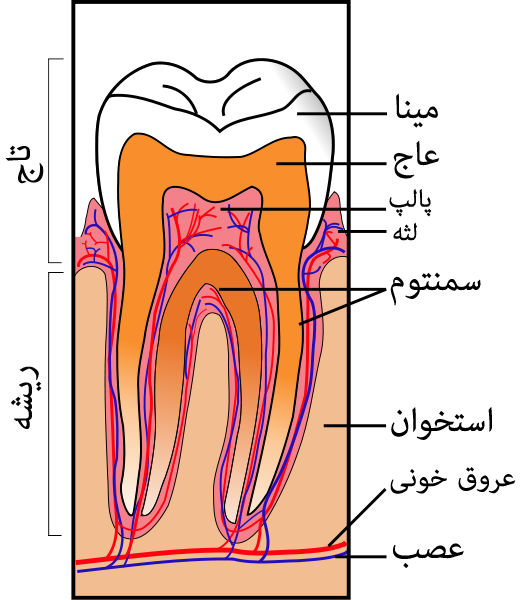
ساختار دندان

در دندان سالم، یک لایه از مینا از تاج دندان محافظت می‌کند. در زیر لثه لایه‌ای به نام سیمان هست که از ریشه دندان محافظت می‌کند. در زیر هر دوی مینا و سیمان عاج دندان وجود دارد. عاج دندان دارای لوله‌های میکروسکوپی می‌باشد و وقتی عاج سیمان یا مینایش را از دست می‌دهد آن لوله‌ها به سرما، گرما، مواد اسیدی، خوراکی‌های چسپنده و... اجازه دسترسی به عصب و یا سلول‌های دندان را می‌دهند. همچنین زمانی که لثه‌ای وجود نداشته باشد ممکن است عاج دندان در معرض تماس باشد و در نتیجه احساس درد را به وجود بیاورد.
دلیل‌های احتمالی:
- پوسیدگی دندان (حفره)
- دندان شکسته
- بیماری لثه
- مینای دندان فرسوده
- ژنتیکی
- ریشه دندان در معرض مواد خارجی (هر آنچه که وارد دهان می‌شود و به این قسمت نفوذ می‌کند همانند: آب، خوراک و ...)

## درمان
دندان حساس قابل درمان است اما نوع درمان بستگی به دلیل حسایت دارد. دندان پزشک شاید راه‌های گوناگونی پیشنهاد دهد از جمله:
- خمیر دندان ضد حساسیت: حاوی موادی‌هایی است که کمک به جلوگیری از انتقال حس از سطح دندان به عصب می‌کند
- ژل فلوراید
- دیگر راه‌ها[۱]